# Ramy Ashour
Ramy Mohamed Ashour (in arabo رامي عاشور‎?; Il Cairo, 30 settembre 1987) è un giocatore di squash egiziano del circuito professionistico, campione del mondo nel 2008.
Ha raggiunto il primo posto del ranking mondiale nel gennaio 2010, dopo aver battuto Nick Matthew nella finale del Saudi International Squash Tournament. A 22 anni, divenne il più giovane giocatore a raggiungere questa posizione dagli anni ottanta. Nella sua carriera, ha vinto numerosi tornei e per ben due volte il World Open Championship.

## Biografia
Precoce promessa dello Squash, guidò la propria nazionale ad una finale di un torneo mondiale a squadre perso contro l'Inghilterra nel 2004 ed alla vittoria mondiale del 2006 contro il Pakistan.
Divenuto professionista nel 2006, dal 2007 Ramy inanellò una serie di vittorie nei vari tornei PSA con tanto di vittime illustri come David Palmer ed il connazionale Amr Shabana; il culmine nel 2008, con la conquista del Mondiale di Manchester in una finale tutta egiziana contro Karim Darwish.
Il 22 aprile 2019, all’età di 31 anni, annuncia il suo ritiro dallo squash professionistico.